# Зникла Меган
«Зникла Меган» (англ. Megan Is Missing) — американська горор-драма Майкла Гої, що вийшла у 2011 році. Фільм представлений у вигляді «знайдених кадрів» двох дівчаток-підлітків, які шукають друзів в Інтернеті, але натомість самі зникають безвісти.
Спочатку розроблений як малобюджетний незалежний фільм у 2006 році, фільм був знятий за 30 000–35 000 доларів. Він не знайшов розповсюдження, доки Anchor Bay Films не випустили його в обмежений прокат у 2011 році. Після виходу фільм викликав багато суперечок. Він був заборонений у Новій Зеландії і піддався різкій критиці за зображення сексуального насильства та жорстоких образів. Майкл Гої написав сценарій за 10 днів і знімав фільм протягом тижня. Через відразливий вміст він попросив, щоб батьки молодих акторів були на знімальному майданчику під час зйомок, аби вони були повністю обізнані про свою участь у проєкті.
Це один із перших комп'ютерних фільмів. Він знову став популярним у 2020 році після того, як вирізки з нього поширилися у TikTok. Пізніше Майкл Гої виніс публічні попередження потенційним глядачам після того, як багато користувачів почали називати фільм «травмуючим». Entertainment Weekly назвав його «найстрашнішим фільмом жахів 2011 року». Фільм посів шосте місце в рейтингу DEG Watched at Home Top 20 за тиждень, що закінчився 21 листопада 2020 року.

## Сюжет
Меган Стюарт та Емі Герман — 14-річні найкращі подруги, які зникли у січні 2007 року. Слідчі зібрали відеозаписи веб-чату, домашні фільми та новини, що розповідають про їхні зникнення, щоб привернути увагу дітей до важливості безпеки в Інтернеті. Меган — відмінниця середньої школи, яка користується популярністю серед однолітків. Однак, як видно на веб-зйомці 2 січня, у неї погані стосунки з матір'ю та залежність від наркотиків. У Емі здорові стосунки з батьками, і її небажання відмовлятися від дитинства проявляється в її обожнюванні м'яких іграшок. Незважаючи на близьку дружбу з Меган, Емі стає об'єктом знущань.
Меган запрошує Емі на рейв-вечірку, яку вона відвідує, щоб відсвяткувати майбутній День народження Емі. На кадрах, знайдених під час вечірки, видно, що Емі почуває себе дискомфортно в компанії людей у стані алкогольного та наркотичного сп'яніння. Вона заходить до Меган, яка займається оральним сексом з ведучим вечірки в обмін на наркотики. Під час відеочату Меган вибачилася за поганий досвід. У День народження Емі вона записує відеощоденник з Меган на свою нову камеру. Меган розповідає історію свого життя Емі та зізнається, що її вітчим перебуває у в'язниці за зґвалтування Меган у дев'ятирічному віці. Вона пояснює, що її ворожі стосунки з матір'ю пов'язані з тим, що вона ніколи не пробачила Меган за те, що вона повідомила про нього владі. Перш ніж вона встигає заплакати, Емі швидко обіймає та втішає її.
Лексі, одна з подруг Меган по вечірці, знайомиться через соціальну мережу з 17-річним Джошем. Він залишається анонімним у відеочаті, стверджуючи, що у нього зламана веб-камера. Меган вирішує поспілкуватися із хлопцем і погоджується зустрітися з ним на вечірці, але Джош не приходить. Вона сперечається з ним в Інтернеті, але хлопець пояснює, що був на вечірці, але посоромився підійти до Меган, і говорить, у що вона була вдягнута.
Емі відчуває себе покинутою, і, перебуваючи вдома у Меган, Меган знайомить її з Джошем. Джош переконує Меган зустрітися з ним за закусочною (цього разу не публічно). 17 січня в новинах стало відомо, що Меган зникла, а на записі з камер відеоспостереження видно, що її схопив за зап'ястя і кудись повів невідомий чоловік. Емі починає розслідування зникнення Меган і розмовляє з Джошем онлайн. Зрозумівши, що Емі підозрює його, він погрожує їй. Згодом на фетишистських форумах почали з'являтися тривожні зображення замученої Меган на позорному столі.
Під час запису відеощоденника під старим мостом, за Емі спочатку спостерігає, а потім хапає чоловік. Новина про її зникнення з'являється у ЗМІ, і незабаром слідчі знаходять її відеокамеру у сміттєвому баку. На невідредагованих кадрах Джош відмикає двері до БДСМ-зали, де Емі прикута до стіни. Вона просить її плюшевого ведмедика, а Джош у відповідь змушує Емі їсти їжу з собачої миски без рук. Пізніше Джош жорстоко ґвалтує дівчину, а потім каже їй, що відпустить її, якщо вона залізе у велику пластикову бочку, щоб Емі не бачила його місцезнаходження. Емі відкриває бочку і бачить усередині труп Меган. Її саджають всередину поруч із тілом подруги. Дівчина благає залишити її живою, поки Джош копає велику яму в лісі. Він штовхає бочку в яму і закопує її, а потім бере ліхтарик і йде геть.

## У ролях
| Актор                     | Роль               |
| ------------------------- | ------------------ |
| Ембер Перкинс             | Меган Стюарт       |
| Рейчел Квінн              | Емі Герман         |
| Дін Вейт                  | Джош               |
| Джаель Елізабет Штайнмаєр | Лексі              |
| Кара Ванг                 | Кеті               |
| Бріттані Гінґл            | Челсі              |
| Кароліна Сабате           | Енджі              |
| Трігве Гаґел              | Гідеон             |
| Кертіс Вінґфілд           | Бен                |
| Ейпріл Стюарт             | Джойс Стюарт       |
| Рейвер Гуанте             | Білл Герман        |
| Теммі Кляйн               | Луїза Герман       |
| Лорен Мія Мітчелл         | Келлі Деніелс      |
| Кевін Морріс              | детектив Симонеллі |
| Деббі Раян                | Рене Рабаґо        |
| Крейг Стоа                | Лейф Маркус        |

## Виробництво
Фільм «Зникла Меган» був знятий з низьким бюджетом, що частково є причиною зйомки у форматі «знайдених кадрів». Майкл Гої самостійно профінансував фільм, оскільки вважав, що інвестори не зроблять цього через насильницький сценарій. Фільм знімали протягом тижня у 2008 році невеликою командою з п'яти осіб та бюджетом у 35 000 доларів. Він не мав «ані освітлювального обладнання для кінофільмів, ані ручного обладнання, ані професійного обладнання для запису звуку», щоб мати «сире» та реалістичне відчуття. Переважна більшість акторського складу були підлітками, і Гої вимагав, щоб їхні батьки були на знімальному майданчику під час зйомок через природу фільму.
Більшість акторів були недосвідченими або початківцями. Кастинг був навмисним, оскільки Гої хотів, щоб персонажі були зображені невпізнанними акторами, щоб у фільмі було «повітря реальності». Рейчел Квінн, сімнадцятирічна акторка і танцівниця, отримала роль Меган Стюарт. Ембер Перкинс, яка раніше працювала лише на фоні для телевізійних шоу та реклами, була обрана на роль Емі Герман. Ця роль стала її дебютом у повнометражному кіно. Роль лиходія Джоша отримав австралійський актор Дін Вейт.
На суперечливих фотографіях, використаних у фільмі, Рейчел Квінн законно носить пристрій для тортур. Вона описує носіння такого головного убору як свій найгірший спогад про зйомки. Акторка стверджує, що це сталося тому, що їй було фізично некомфортно та психічно травмовано, коли вона усвідомила, що зображувала. Оскільки фотографії засновані на реальності, Квінн попросила Гої показати їй джерело «натхнення» для них. Побачивши реальні фотографії, які вона відтворювала, вона почала плакати на знімальному майданчику. Квінн витратила декілька годин для гриму трупа Меган, і їй довелося носити великі білі контактні лінзи, які, по суті, засліплювали її. Гої дуже ретельно підходив до гриму трупа Меган. Він хотів, щоб глядачі могли сказати, що це вона, що вона виглядала реально мертвою, і показати, що вона дуже страждала під час смерті.
Сцени в підвалі були складними для Ембер Перкинс. Квінн погодилася залишитися на знімальному майданчику, зробивши для неї комфортнішу обстановку. Гої заявив, що сцени Діна Вейта були важкими для актора. Зокрема, важкою для нього була сцена зґвалтування персонажа Емі, що вимагало кількох перезйомок. Гої згадує, як Вейт розчарувався і вилаявся, коли йому сказали, що їм довелося перезняти його. Сцена, в якій Джош копає велику яму в лісі, була знята в реальному часі. Більшу частину свого діалогу Перкинс зняла в бочці.

## Критика
Після виходу в обмежений прокат фільм викликав суперечки через графічне та експлуатаційне зображення насильства і зґвалтування та відверту сексуалізацію чотирнадцятирічної головної героїні. Хоча деякі критики підкреслюють, що Гої досяг успіху, оскільки фільм справляє враження.
Кінокритик Александра Ґеллер-Ніколас вважає, що цілеспрямована аматорська кінематографія сприяє автентичному відчуттю фільму. Вона зазначає, що графічні фотографії тортур Меган відзначають тональний зсув у фільмі, і що погляд камери, спрямований на героїнь на початку фільму, спрямований проти них, «додає жахливих одкровень».
У позитивній рецензії на The Leaf-Chronicle кінокритик Джеймі Декстер порівняв фільм із франшизою «Паранормальне явище» та «Відьма Блер: Курсова з того світу» і високо оцінив сюжетну лінію. Він заявив: «Мені знадобилися дні, щоб позбутися жахливого відчуття, яке залишив у мені цей фільм, але це лише означає, що він був ефективним у своїй меті — показати цей реальний і правдоподібний сценарій того, як працюють інтернет-хижаки».
У негативній рецензії для газети Oklahoma Gazette Род Лотт розкритикував те, як Ґої описує Меган і як грає решта акторського складу.
Beyond Hollywood та DVD Verdict також критикували фільм, причому Beyond Hollywood назвали його «великим розчаруванням», а DVD Verdict заявили, що вони «хотіли, щоб цей диск був відсутній у коробці». HorrorNews.net дав більш позитивний відгук, сказавши, що перша частина фільму «справді працює», хоча вони вважали, що останні двадцять дві хвилини «трохи переборщили».
Монік Джонс із Common Sense Media поставив фільму одну зірку з п'яти. Джонс писав, що запланований урок Гої у фільмі досяг успіху не через жахливі образи (оскільки деяким глядачам важко спостерігати кінцівку), а через раннє дослідження у фільмі боротьби різних персонажів. Крім насильницького завершення, Джонс наголошує, що перші сцени фільму успішно підштовхують до розмов про безпеку в Інтернеті та здорове спілкування між батьками або довіреними дорослими людьми та дітьми. Джонс писав, що в ньому дуже детально розглядаються проблеми характеру, такі як таємниці, ігнорована боротьба дитини (Меган) із домашнім насильством і травмами, спричиненими сексуальним насильством, тиск однолітків і необережне спілкуванням з незнайомими людьми в Інтернеті.
Фільм став популярним у соціальній мережі TikTok, після чого багато користувачів назвали його «травмуючим». Після того, як Ембер Перкинс повідомила, що фільм став вірусним, Гої видав тригерне попередження для потенційних глядачів: «Не дивіться фільм посеред ночі. Не дивіться фільм на самоті. І якщо ви бачите, що на екрані з'являються слова „Photo # 1“, у вас є приблизно чотири секунди, щоб вимкнути фільм, перш ніж ви почнете бачити речі, які, можливо, не хотіли б бачити». Гої заявив, що він створив фільм, щоб стати «дзвінком для пробудження» для батьків, але натомість діти відкривають фільм і періодично повертають його на поверхню. Пізніше фільм став популярним у Twitter.

## Заборона в Новій Зеландії
У жовтні 2011 року Управління класифікації фільмів і літератури Нової Зеландії заборонило випуск цього фільму, класифікувавши його як «небажаний». Вони стверджували, що фільм містив сексуальне насильство та сексуальну поведінку за участю молодих людей до такої міри і ступеня та таким чином, що якби його оприлюднити, це «зашкодило суспільному благу». Далі вони звернули увагу на трихвилинну сцену зґвалтування молодої дівчини. Вони також заявили, що фільм сексуалізує життя молодих дівчат-підлітків до «високої міри експлуатації».

## Ремейк та можливе продовження
За кілька років після виходу фільму виробнича компанія в Мексиці звернулася до Гої з проханням зробити іспаномовний ремейк фільму з мексиканським акторським складом. Гої відхилив пропозицію, оскільки не хотів повертатися до похмурої теми. Тим не менш, він заявив, що теоретизував про створення продовження, але ніякого прогресу не було досягнуто через те, що він «не мав кута» для розгляду історії.